# 창작미술협회
창작미술협회(創作美術協會)는 대한민국의 미술 단체이다. 1957년 5월 1일 서양화가들이 모여 창립하였다. 창립회원은 장이석(張利錫), 최영림(崔榮林), 박창돈(朴昌敦), 유경채(柳景埰), 박항섭(朴恒燮), 이준(李俊), 고화흠(高和欽), 이봉상(李鳳商), 황유엽(黃瑜燁)이다.
스타일을 따지지 않고 개개인의 작가가 지닌 바탕에 따라 현대정신을 추구한다는 목표 아래 결성된 그룹으로 창립회원 거의가 당시의 화단에서 비교적 안정된 위치에 있었으며, 국전(國展) 출품작가들이며, 한 단체(국전) 안에서 소집단을 구성하여 내부형식을 꾀한 점이 주목되었다.
제1회전은 5월 28일부터 6월 4일까지 동화화랑에서 열렸다. 횟수를 거듭하는 동안에 그룹자체의 성격과 구성인원의 많은 변동이 있어 구상, 추상이 섞인 회원 중 1970년대에는 창립회원으로 남아있는 회원은 유경채, 고화흠 두 명뿐이었다. 1970에 제15회전을 가졌다.